# 山田チカラ
山田 チカラ（やまだ ちから、年齢非公表 - ）は、日本の料理人、食文化プロデューサー。スペインバル「BCN groc - バルセロナグロック」・創作料理店「山田チカラ」オーナーシェフ。エスプーマ料理を日本に広げたパイオニアの第一人者。

## 人物・来歴
静岡県静岡市出身。実家はお茶農家。飲食業とは無縁の家庭で育つ。静岡聖光学院中学校・高等学校卒業後に、日本で料理人の基本を習得。その後にヨーロッパに渡り修業し、縁あって現地スペイン バルセロナ市内に自身の店を持つ。その半年後には2店目の日本酒を楽しめるバールスタイルの店を出店し、オーナーとして2店舗を経営に携わる。また現地では日本人ということもありモデルとしても活動し、サン・ミゲル（絶大な人気とシェアを持ったビール）やコカ・コーラのテレビCMにも出演。その後は店を売却し、スペイン「El Bulli（エル・ブジ）」のフェラン・アドリアの元で1年半働く。約7年間の欧州経験を経て日本に戻りスペイン料理店でシェフに就任。
2007年に独立し、ヨーロッパでの経験を元に、日本文化を意識した、自らの名前を店名にした創作料理店「山田チカラ」の店主に。料理を総合芸術として考え、独自フュージョンスタイル追求をかかげ、分子美食学 分子ガストロノミー（モラキュラー・ガストロノミー： Molecular Gastronomy）を取り入れつつ、ジャンルにとらわれない料理文化の研究に尽力。
2023年5月、スペインで経営してた「groc」を東京・南麻布で復活させる。

## 経歴・履歴
1989年 - 静岡県熱海・大月ホテルのフランス料理店『ラ・ルーヌ』に入店し、斎藤元志郎シェフの下でフレンチの基本を4年間学ぶ。その後、都内のイタリアン、修善寺の料理旅館「指月」で日本料理の修行後、ヨーロッパに渡り、世界一予約がとれないレストラン「エル・ブリ」にてフェラン・アドリアに師事。2002年「旬香亭グリルメルカド」の料理長を経て、2007年、ジャンルにとらわれない独自のスタイルで料理を提供する「山田チカラ」を開店。JALのビジネスクラスの機内食を監修。創作料理店「山田チカラ」では靴を脱いで上がり、カウンター席が8席（掘り炬燵式／Ｌ字型）で、別に茶室がある。料理はお任せコースのみで完全予約制。予約電話も自ら受け、細かく要望をきき対応している。バルセロナの冬季限定料理「カルソターダ」のイベント開催や、パエリア祭り、年末は「静岡おでん」を提供するイベントなども実施し。2008年より、夏季期間限定（5月 - 8月ぐらい）で、朝8時 - 昼13時の間をメインに「朝チカラ」（朝食／昼食）、2013年からは、地方食材とのコラボ企画「深夜定食」を冬季期間限定で提供するなど、既存にないスタイルを数多くチャレンジした。

### 年表

#### 独立前
- 1989年 - 静岡県熱海・大月ホテルのフランス料理店『ラ・ルーヌ』に入店。
- 1995年 - ヨーロッパに渡る。バルセロナ市内にオーナーとして2店舗を経営。
- 2000年 - 帰国し、齋藤元志郎の東京・赤坂アークヒルズ『旬香亭グリルデ・メルカド』で勤務。
- 2001年 - ミシュラン三ツ星獲得のスペイン『El Bulli（エル・ブジ）』オーナーシェフであるフェラン・アドリアが来日した際に1週間通訳として同行。それがキッカケで、再びスペインに渡り、2シーズン『エル・ブジ）』に勤務。
- 2002年 - 帰国し、東京・赤坂アークヒルズ『旬香亭グリルデ・メルカド』料理長に就任。

#### 独立後
- 2007年 - 東京・南麻布に大きな看板や料理メニューのない創作レストラン『山田チカラ』を5月にオープン。
- 2013年 - JAL（日本航空）国際線ファーストクラス、ビジネスクラス『空の上のレストラン』ドリームチーム[7] のメンバー（山本征治、下村浩司、狐野扶実子と共に）として小山薫堂がアドバイザーを務める「スカイオーベルジュ BEDD(ベッド)」を担当。[8][9]
- 2015年 - 岸朝子、野崎洋光 等と共に発起人として地域活性化支援を行うプロジェクトチーム「チーム・シェフ」を発足[10]を立ち上げる。 Mi Cafeto（ミカフェート）元麻布本店（コーヒーハンター川島良彰が経営）の料理担当。
- 2017年 - 静岡県 伊豆急行観光列車「THE ROYAL EXPRESS」食監修[11]を担当。株式会社山田チカラ研究院をプロデュース。
- 2018年 - GINZA SIX 6F「銀座大食堂」の監修[12]を担当。米国、ニューヨーク[13]に「Yamada Chikara New York」（New York City：249 East 49th Street, New York, NY10017：カウンター20席）[14]、「Yamada Chikara NHonolulu（座席：60席）」[15]をハワイ州ホノルル(Hawai 514 Piikoi Street,Honolulu, Hi 96814 カカアコ：アラモアナ・ショッピング・センター近く）に店舗をオープンしたが、コロナの影響もあり2022年にはクローズした。
- 2022年 - にっぽんの宝物JAPANグランプリ（2021-2022）審査員（高野登、村上憲郎、高野真、白坂亜紀、安宅和人、中島信也、堺井啓公、森川亮、荒井優、Lady-J と共に）を担当[16]。

## スタイル
スペイン・カタルーニャの料理店「エル・ブジ」料理長フェラン・アドリアによって開発された、あらゆる食材をムースのような泡状にする、亜酸化窒素ガスを使った調理法エスプーマ（ESPUMA）料理を日本のレストランに広めたこともあり、その草分けとしてテレビ番組などではエスプーマ料理を紹介することが多い。2005年3月、亜酸化窒素ガス（N2O）が、食品添加物として認可を受け、第一人者として、エスプーマ活用映像 などでノウハウを広く提供している。
一汁三菜の「お凌ぎ(おしのぎ)」からはじまるコース料理の代表的な料理としては、ペルー産の穀物（アワ）で冷たい（マイナス196度の液体窒素で瞬間冷却）粉末状のフォアグラに温かいコンソメをかけて食べる「キノア」、エスプーマ料理の「マンハッタンクラムチャウダー」、お醤油のヌーベ（スペイン語で雲の意味）のお刺身などがある。
産地の特産農産品に拘り自ら産地を渡り歩くことを大切にし、常に基本を大事とし、文化・芸術的な観点で食材と消費者を料理で繋ぐことをライフワークとしている。世界中で約70人のKrug（クリュッグ ）アンバサダーシェフのうち、日本料理 かんだ・神田裕行、SUGALABO・須賀洋介、鮨処多田・多田幸義と共に日本からの4人に選ばれている。

## メディア出演

### テレビ・ラジオ
- NHK『キッチンが走る!』『ためしてガッテン』 『月刊やさい通信』
- 日テレ『news every.』『ZIP!』『スッキリ！！ 』『 ズームイン!!SUPER』『ぶらり途中下車の旅』『 ザ！鉄腕！DASH！！』『世界一受けたい授業』『シューイチ』『スクール革命!』『SCOOPER』『電脳タカトシ研究所』『火曜サプライズ』『ヒンヤリトラベル(仮)』『ここ掘れ！ワンワン！』『DON！』
- テレ朝『スーパーJチャンネル』サタデーステーション』『SmaSTATION!!』『近未来×予測テレビ ジキル&ハイド 』『THE STREET FIGHTERS』
- TBS『ひるおび!』日立 世界・ふしぎ発見!』『さんまのスーパーからくりTV』『「スペイン 憧れの美食革命」『コレで暮らしが変わるテレビ』
- テレ東『ソロモン流』『所さんの学校では教えてくれないそこんトコロ!』『TXビジネスレポート』『リアルのバメン』『未来EYES』
- フジテレビ『めざましどようび』『めざにゅ〜』『超潜入！リアルスコープハイパー』『ハピふる！』『ペケポン』『もしかしてズレてる？ 『馬場ログ極うま店▼1日8キロ食う美女▼餃子＆唐辛子美女』 』

等のテレビやラジオJ-WAVE BOOM TOWNなど多数に出演。

### 雑誌・著籍
- dancyu（ダンチュウ）プレジデント社
- 料理通信（2007年10月号）
- 名シェフ81人のレシピノートより「身近な食材でご馳走」（2008年6月号）
- 日経おとなのOFF（2009年2月号）
- 人間会議（2009年冬号）
- ラーラぱど プラス（2010年9月号）
- 東京カレンダー
- ELLE_(雑誌)
- プレジデント
- グルメキャリー

## 学会／コンテスト
- 米国・料理大学「カリナリー・インスティテュート・オブ・アメリカ(CIA)」料理会議、「World of Flavor Conference2013：ワールド・オブ・フレーバー・カンファレンス（2013年11月14日〜16日に米カルフォルニア州にて開催）」日本代表として出場
- 世界料理学会（第5回） in HAKODATE（函館） 2015
- 世界料理学会（第4回） in HAKODATE（函館） 2013
- 世界料理学会（第3回） in HAKODATE（函館） 2012
- 世界料理学会（第2回） in HAKODATE（函館） 2010
- 世界料理学会（第1回） in HAKODATE（函館） 2009

## イベント

### 2000年〜
- 日本橋高島屋「スペイン展」（2007年9月）
- 料理教室＋レストラン「厨房で逢いましょう」（2008年6月）
- 新宿 伊勢丹「キッチンステージ」地下1階イートイン（2009年1月）

### 2010年〜
- 天現寺カフェ「ハーブのある暮らし：自然を食す」 [19]（2010年5月）
- 東京シティ青果 ルネッサンス築地野菜・くだもの推進委員会 講演会 （2010年11月）
- 茨城県 大洗モニターツアー（移住･交流推進機構「JOIN」）[20] （2010年12月）
- ホテルレストランショー[21]「スパニッシュオムレツ実演」（2011年3月）
- 新宿 伊勢丹「世界を旅するワイン展」スペインのリョパールとコラボ[22] （2011年3月）
- 映画「エル・ブリの秘密 世界一予約のとれないレストラン[23]」記念Party（2011年12月）
- 料理コラボ「モラキュラー・ジャーニー[24][25]」with コンラッド東京 （2012年7月）
- 銀座三越 “Autumn Brunch Fair” [26]」講師（2012年9月）
- 2夜限定のレストランDINING OUT SADO [27] [28]JTB（2012年10月）
- 『三越スウィーツコレクション』広島三越（2013年2月）
- JALで行く『ヨーロッパグルメツアー』（2013年5月）
- 築地ルネッサンス野菜くだもの推進委員会『食の王国しずおか産地視察』（2013年10月）
- ご当地パン祭り『全日本パンフェスティバル』@東京国際フォーラム（2013年10月）

- ジャン＝ポール・エヴァン（ショコラティエ）＆川島良彰（コーヒーハンター）『バレンタイン・クルーズ 』@Oasis にっぽん丸（2014年2月）
- 富士山世界遺産登録記念『静岡県物産展』@六本木ヒルズ（2014年3月）
- JALで行く『ヨーロッパグルメツアー』（2014年5月）
- 静岡『山田チカラ食事会』@via del Borgo（2014年5月）
- 夏フェス『スーパーレストラン』（2014年8月）
- 山田チカラ監修「桃沢まつり」森の中のレストラン『ながいずみ鍋＋α』@静岡県駿東郡長泉町（2014年10月）
- 京都・嵐山「もみじの会」染工房夢祐斎（2014年11月）
- 北海道・十勝牛（松橋農場）農家バル「FOOD BABY」（2014年12月）
- 新昌牡蠣の試食評価会（2014年12月）

### 2015年〜
- 「美味しい米との出会いの会」（2015年2月）
- 十勝の放牧豚どろぶたの試食会（2015年4月）
- スペイン・カスティーリャ イ レオン州のボデガ巡り（2015年5月）
- 「フォアグラ長泉あしたかつ」「揚げない長泉あしたかつ」プロデュース（2015年8月）
- 「THE ROYAL EXPRESS」（2017年8月26日）

### 2020年〜
- 「CacaoismDiscoverers charity dinner produced by meiji」[29][30]（2024年４月28日）[31]

## その他
- バレンタイン企画監修『Oisix「7 層のショコラケーキ」』[32]」（2012年〜）

## 「山田チカラ」の発言
- 僕はレストランは出会いの場で、料理は人と関わるためのツールだと思ってるんですよね。どういうツールを望むかっていうのはお客様次第で。それを見極めるのが料理人の大切な仕事のひとつですよね。この人一体何を望んでいるんだろう、っていう。 飾らない潔い空間で、余計なことは言わずに、予約の電話でお話しした時に、その人がどういう人で何を望んでるのかっていうのを考えて、提供する。人と人との中心にあるのが料理だと思ってます。[3]
- フェラン・アドリア（「エル・ブリ」シェフ）の素顔は「とにかく純粋な人。気取ったところもないし、一般的な三つ星レストランのシェフではないですね。求心力があるのは、常に新しいことに挑戦しているから。固定観念を捨てて『とにかく試せ』と言われ、やらないでなぜわかると怒られた。実際作ってみると、やはり無理なんですが、できないとわかることに成果があるというのがフェラン流です。[33]
- SNSの波及やネット環境の整備によって、特に海外との交流が非常に身近になったと思います。そこで私が具体的に若い方によくいうのは、「とにかく言葉を覚えなさい」ということ。私自身、95年にバルセロナに行った時はほとんど言葉が分からなかったこともあり、1年はロスしたと感じた経験があるので、これからの方、特に海外へ出てみたいと言う方は、コミュニケーションを取るため、「語学」の重要性を強く伝えたいですね。[34]
- 西欧では多くの料理人がフライパンの上や鍋の中で仕上げたものを皿に盛ってお客さまに料理として提供する。日本の料理で一番独特なのは白米というものを中心にして、そのお米と一緒にテーブルのおかずを好きなように口の中に運んでミックスする。そういうところが日本食ならではのものです。ユネスコの世界無形文化遺産に和食が指定されましたが、実は、そのようなユニークな調理法や食事の仕方が素晴らしいから遺産に指定されたのではなくて、そのような文化が消えようとしているから日本人は大切にしなさいよと、そういうことを言っているんですね[35]
- 先日自分のこどもと一緒にいちご狩りにいった。すると子どもが「いちごがあったかい」と驚いていた。子どもにとっては冷蔵庫から出てきたいちごしかこれまで食べたことがなかったから。野菜とか果物が生き物ということがわからなくなっている。コロナはそういうことを大人である私たちにとっても再確認するいい機会になった。[36]
- 日本茶に使われている農薬の基準値が海外と合わず、輸出がなかなかできないという問題もあります。無農薬のお茶を作っていても、それをアピールし、売り出すルートが得られない。世界の有名レストランのメニューには日本酒と同じように、お茶も加えられています。でもそこにリストアップされているのは、ほぼ中国茶。世界へも出て行けず、日本国内における消費も減少している現状をもっと知ってほしい。だからこそ、食事と同時にお茶の価値を提案したい。[37]